# 1. slovenská národní fotbalová liga 1976/1977
V soubojích 8. ročníku 1. slovenské národní fotbalové ligy 1976/77 (jedna ze skupin 3. nejvyšší soutěže) se utkalo 16 týmů dvoukolovým systémem podzim - jaro.

## Konečná tabulka
Zdroj: 
| Poř. | Tým                           | Z  | V  | R  | P  | VG | OG | B  |
| ---- | ----------------------------- | -- | -- | -- | -- | -- | -- | -- |
| 1.   | Chemlon Humenné               | 30 | 19 | 2  | 9  | 58 | 31 | 40 |
| 2.   | ZVL Kysucké Nové Mesto        | 30 | 17 | 5  | 8  | 56 | 29 | 39 |
| 3.   | BZVIL Ružomberok              | 30 | 19 | 1  | 10 | 53 | 37 | 39 |
| 4.   | Gumárne Púchov                | 30 | 15 | 8  | 7  | 53 | 27 | 38 |
| 5.   | Hodváb Senica                 | 30 | 17 | 4  | 9  | 50 | 32 | 38 |
| 6.   | Spartak SMZ Dubnica n/V       | 30 | 13 | 11 | 6  | 47 | 32 | 37 |
| 7.   | Slavoj Poľnohospodár Trebišov | 30 | 15 | 7  | 8  | 39 | 33 | 37 |
| 8.   | Baník Prievidza               | 30 | 11 | 10 | 9  | 35 | 33 | 32 |
| 9.   | PPS Detva                     | 30 | 11 | 6  | 13 | 42 | 46 | 28 |
| 10.  | OZKN Svidník                  | 30 | 11 | 3  | 16 | 28 | 45 | 25 |
| 11.  | Slovan Hlohovec               | 30 | 9  | 6  | 15 | 26 | 46 | 24 |
| 12.  | Mostáreň Brezno               | 30 | 6  | 11 | 13 | 23 | 36 | 23 |
| 13.  | Partizán Liptovský Mikuláš    | 30 | 10 | 3  | 17 | 34 | 51 | 23 |
| 14.  | ZSNP Žiar nad Hronom          | 30 | 8  | 4  | 17 | 29 | 49 | 20 |
| 15.  | Slovan Duslo Šaľa             | 30 | 6  | 7  | 17 | 27 | 47 | 19 |
| 16.  | LB Zvolen                     | 30 | 5  | 8  | 17 | 32 | 58 | 18 |

Poznámky
- Z = Odehrané zápasy; V = Vítězství; R = Remízy; P = Prohry; VG = Vstřelené góly; OG = Obdržené góly; B = Body

|  | přeřazení do 1. SNFL 1977/78 |
|  | sestup do Divize 1977/78     |